# 自然の森
社会福祉法人自然の森（しぜんのもり）とは、岡山県岡山市北区に本部を置く、障害者施設を中心に事業を行う社会福祉法人である。

## 施設

### 現在ある施設
- 就労継続支援事業B型 エスポアール・セルプ
- 生活介護 エスポアール・スター
- 生活介護 エスポアール・クワノ
- 救護施設 たましま寮

### 過去にあった施設
- 就労移行支援 エスポアール・セルプ（2013年をもって廃止。）
- 知的障害者授産施設 エスポアール・ワーク（2007年度をもってエスポアール・セルプ就労継続支援事業B型〈主〉・就労移行支援に移行。）
- 知的障害者更生施設 エスポアール・プラザ（2007年度をもってエスポアール・スターに移行。）
- 障害福祉サービス事業 エスポアール・ツダカ（2007年度をもってエスポアール・セルプ〈従〉に移行。）
- 心身障害者地域福祉作業所 つだか作業所（2006年度をもってエスポアール・ツダカに移行。）
- 救護施設 岡山県立玉島寮（2008年度をもってたましま寮に移行。）

## 関係人物
- 高生堅 - 初代理事長
- 蜂谷克和 - 2代目理事長

## 交通アクセス
- 中鉄バス
  - 天満屋・岡山駅・180号線方面より芳賀佐山団地行に乗車、大窪下車。
  - セルプ〈従〉の場合天満屋・岡山駅・180号線方面より各行き先に乗車、楢津口下車。
- 岡電バス（エスポアール・クワノに行く場合）
  - 岡山駅・天満屋より岡山ふれあいセンター行に乗車、桑野営業所下車。
  - 岡山駅・天満屋より新岡山港行に乗車、 新道江並下車。
- JR
  - （セルプ〈従〉）吉備線：備前三門駅より徒歩20分
  - （たましま寮）山陽新幹線・山陽本線：新倉敷駅(北口)より徒歩30分